# Каменка-Бугская городская община
Каменка-Бугская городская общи́на (укр. Кам'янка-Бузька міська громада) — территориальная община во Львовском районе Львовской области Украины.
Административный центр — город Каменка-Бугская.
Население составляет 21 505 человека. Площадь — 348,4 км².

## Населённые пункты
В состав общины входит 1 город (Каменка-Бугская) и 28 сёл:
- Батятычи
- Верены
- Высокофёдоровка
- Воля-Жовтанецкая
- Гаёк
- Грушка
- Дальнич
- Деревляны
- Дернов
- Желдец
- Забужье
- Зубов Мост
- Красичин
- Липники
- Мазярка
- Обидов
- Прибужаны
- Рожанка
- Руда
- Руда-Селецкая
- Сапежанка
- Сокол
- Спас
- Стрептов
- Тадани
- Толмач
- Ягодня
- Ямное